# Râul Saca, Ceaga
Râul Saca (în ucraineană Сака) este un râu care străbate sudul Republicii Moldova și sud-vestul Regiunii Odesa din Ucraina, afluent de dreapta al râului Ceaga.

## Date geografice
Are o lungime de 52 km și o suprafață a bazinului de 324 km². Râul izvorăște dintr-o zonă deluroasă aflată pe teritoriul Republicii Moldova, în apropierea satului Batîr (Raionul Cimișlia), curge pe direcția sud-est, străbate teritoriul raionului Cimișlia, traversează frontiera dintre Republica Moldova și Ucraina, trece pe teritoriul raionului Tarutino din Regiunea Odesa (Ucraina), iar pe măsură ce coboară spre vărsare străbate o zonă joasă din Bazinul Mării Negre și se varsă în râul Ceaga, în apropierea satului Cleastitz. 
El are un debit foarte mic, iar în verile mai secetoase poate chiar seca pe unele segmente. Apele sale sunt folosite în irigații. Cel mai mare afluent este râul Arsa (cu vărsarea în apropiere de localitatea Borodino). 
Râul Saca traversează următoarele sate: Batîr, Lac, Hănești, Minciuna, Cioara-Murza, Borodino și Cleastitz. 